# 茶山语
茶山语(自称: ŋɔ31 tʃʰaŋ55)是一种在中国云南省泸水市片马镇下片马、岗房、和古浪乡(戴庆厦2009)使用的缅语支语言。它和勒期语关系很近，在1,000个词汇的样本中有56.3%的词汇和泸水市勒期语相似(戴庆厦2010:118)。
在片马镇有587茶山人被官方分类为傈僳族。当地居民认为茶山是一个独立的民族，不同于景颇族。茶山人的自称是ŋɔ˧˩ tʃʰaŋ˥(峨昌)，和阿昌语相似。更多茶山语使用者在国境线另一侧的缅甸克钦邦。